# Mattia Vita
Mattia Vita (ur. 10 września 1996 w Bardze) – włoski kierowca wyścigowy.

## Kariera

### Formuła 3
Vita rozpoczął karierę w jednomiejscowych samochodach wyścigowych w 2013 roku od startów w edycji zimowej European F3 Open, w klasie Copa. Tu jednak nie zdobywał punktów. Z ekipą Top F3 jeździł później także w głównej serii European F3 Open.

### Formuła Renault 2.0
Podczas rundy na torze Circuit Paul Ricard Włoch dołączył do stawki Europejskiego Pucharu Formuły Renault 2.0 z luksemburską ekipą RC Formula. Nie był jednak zaliczany do klasyfikacji generalnej.

## Statystyki
| Sezon | Seria                                   | Zespół     | Wyścigi | Zwycięstwa | PP | NO | Podium | Punkty | Pozycja |
| ----- | --------------------------------------- | ---------- | ------- | ---------- | -- | -- | ------ | ------ | ------- |
| 2013  | European F3 Open – Copa (edycja zimowa) | Top F3     | 1       | 0          | 0  | 0  | 0      | 0      | NS      |
| 2013  | European F3 Open                        | Top F3     | 6       | 0          | 0  | 0  | 0      | 5      | 21      |
| 2013  | Europejski Puchar Formuły Renault 2.0   | RC Formula | 2       | 0          | 0  | 0  | 0      | 0      | NS†     |

† – Vita nie był zaliczany do klasyfikacji